# Eucharitinae
Die Eucharitinae bilden eine Unterfamilie der Eucharitidae innerhalb der Überfamilie der Erzwespen (Chalcidoidea). Die Eucharitinae bilden eine monophyletische Gruppe. Die Typusgattung ist Eucharis Latreille, 1804.

## Merkmale
Das erste Larvenstadium ist planidial, also stark sklerotisiert mit funktionalen Beinen oder anderen Hilfsmitteln, sich fortzubewegen. Bei den Eucharitini sind Prepectus und Pronotum verschmolzen. Die Fühler sind ohne Anelli. Das erste Phragma bildet innen über dem dorsalen Rand des Pronotums einen starken vorderen Grat. Die Larven im ersten Stadium weisen eine Verschmelzung der ersten beiden Tergite auf. Weiterhin fehlen Schädelborsten, dagegen ist eine Labialplatte vorhanden.

## Verbreitung
Die Eucharitinae sind weltweit verbreitet.

## Lebensweise
Die Eucharitinae parasitieren Ameisen. Folgende Wirtsbeziehungen sind bekannt: Neolosbanus gemma parasitiert die Gattung Hypoponera (Unterfamilie Ponerinae). Ancylotropus manipurensis hat als Wirte die Gattung Camponotus (Unterfamilie Formicinae),
Athairocharis vannoorti hat als Wirte Anoplolepis (ebenfalls in der Unterfamilie Formicinae).

## Innere Systematik
Die Eucharitinae werden in zwei Tribus gegliedert.
Die Psilocharitini bestehen aus zwei Gattungen, die in der Alten Welt verbreitet sind:
- Neolosbanus Heraty, 1994 – 16 Arten; Algerien, Australasien, Orientalis, Mikronesien, Ostpaläarktis
- Psilocharis Heraty, 1994 – 10 Arten; Afrotropis, Australasien, Madagaskar, Orientalis, Ostpaläarktis

Die restlichen Eucharitinae werden in der Tribus Eucharitini zusammengefasst. Die Tribus umfasst 49 Gattungen.
- Ancylotropus Cameron, 1909 – 6 Arten; Madagaskar, Orientalis
- Apometagea Heraty, 2002 – 1 Art (A. masneri); Australien
- Athairocharis Heraty, 2002 – 2 Arten; Südafrika
- Austeucharis Boucek, 1988 – 14 Arten;
- Babcockiella Heraty, 2002 – 4 Arten;
- Carletonia Heraty, 2002 – 1 Art (C. panamensis); Panama
- Chalcura Kirby, 1886 – 30 Arten;
- Cherianella Narendran, 1994 – 7 Arten;
- Colocharis Heraty, 2002 – 3 Arten;
- Cyneucharis Heraty, 2002 – 1 Art (C. gladiator); Afrotropis
- Dicoelothorax Ashmead, 1899 – 2 Arten;
- Dilocantha Shipp, 1894 – 5 Arten;
- Eucharis Latreille, 1804 – 47 Arten;
- Eucharissa Westwood, 1868 – 5 Arten;
- Galearia Brulle, 1846 – 2 Arten;
- Hydrorhoa Kieffer, 1905 – 7 Arten;
- Isomerala Shipp, 1894 – 3 Arten;
- Kapala Cameron, 1884 – 17 Arten;
- Lasiokapala Ashmead, 1899 – 2 Arten;
- Latina Koçak & Kemal, 2008 – 4 Arten;
- Leurocharis Heraty, 2002 – 1 Art (L. serricornis); Australien
- Lirata Cameron, 1884 – 6 Arten;
- Liratella Girault, 1913 – 1 Art (L. nigra); Paraguay
- Lithobelyta Cockerell, 1921 – 1 Art (L. reducta); England
- Lophyrocera Cameron, 1884 – 7 Arten;
- Mateucharis Boucek & Watsham, 1982 – 3 Arten;
- Mictocharis Heraty, 2002 – 1 Art (M. ruficollis); Madagaskar
- Mimistaka Heraty, 2005 – 1 Art (M. unispina); Südafrika
- Neolirata Torrens & Heraty, 2013 – 3 Arten;
- Neostilbula Heraty, 2002 – 1 Art (N. ranomafanae); Madagaskar
- Obeza Heraty, 1985 – 8 Arten;
- Palaeocharis† Heraty & Darling, 2009 – 1 Art (P. rex);
- Parakapala Gemignani, 1937 – 3 Arten;
- Parapsilogastrus Ghesquiere, 1946 – 6 Arten;
- Pogonocharis Heraty, 2002 – 1 Art (P. browni); Sulawesi
- Pseudochalcura Ashmead, 1904 – 15 Arten;
- Pseudometagea Ashmead, 1899 – 8 Arten;
- Psilogasteroides Brethes, 1910 – 1 Art (P. formicarius); Argentinien
- Rhipipalloidea Girault, 1934 – 2 Arten;
- Saccharissa Kirby, 1886 – 4 Arten;
- Schizaspidia Westwood, 1835 – 29 Arten;
- Stilbula Spinola, 1811 – 41 Arten;
- Stilbuloida Boucek, 1988 – 2 Arten;
- Striostilbula Boucek, 1988 – 1 Art (S. quadridigitata); Australien
- Substilbula Boucek, 1988 – 4 Arten;
- Thoracantha Latreille, 1825 – 3 Arten;
- Thoracanthoides Girault, 1928 – 1 Art (T. albispina); Australien
- Tricoryna Kirby, 1886 – 15 Arten;
- Zulucharis Heraty, 2002 – 7 Arten;